# MASK A RAID
『MASK A RAID』（マスカレイド）は、仮面女子の初アルバム。2021年6月2日発売。

## リリース
2020年12月12日にZepp Hanedaにて開催した6thワンマンライブ「MASK PRIDE2」の中で、アルバムがリリースされることを公表。当初は2021年春ごろを予定していたが、諸般の事情で延期されていた。2021年4月11日、公式ブログと公式ツイッターにて、6月2日にアルバム名・収録曲・リリース日が公表された。
クリエイターであり、仮面女子の楽曲制作・ステージング・演出を担当する永田雅規によると、今回のアルバム名は「襲撃するぜ」を意味する"MAKE A RAID"に仮面を意味する"MASK"をかぶせた造語であり、さらに「仮面舞踏会」を意味する"masquerade"をかけているという。そのため、"MASK A RAID"と書いて「マスカレイド」と読ませている。
アルバム発売を記念したインストアライブを4月16日に埼玉県越谷市のイオンレイクタウンで開催する。
オリコン週間インディーズアルバムランキングで1位、総合では11位を記録した。

## 収録内容
- 特記なき楽曲は仮面女子曲
- 1〜11曲目まではどちらも同じ構成

### 通常盤
1. 「先陣☆CUTTER」（せんじん・カッター）
作詞：山崎あおい　作曲：永田雅規　編曲：GAKU JUNK
  - リード曲
  - 2019年5月1日、4thワンマンライブ「仮面女子の世界」にて初披露され、6月5日に劇場で初披露[5]となった「KAPPA☆ROCK」以来の新曲。
2. 「RIOT☆DAISY」（ライオット・デイジー）
作詞：chloe(DOG MONSTER)　作曲：永田雅規　編曲：佐々木久夫
  - 後述する「ファンファーレ☆」「POPPING☆SUMMER」と同時に2020年9月23日[6]にYouTubeにてMVを公開した曲のうちの一つ[7]。振り付けはOGであり、現在グラビアアイドルとしても活動するsherbetNEO 水沢まい。
3. 「TILL WE MEET AGAIN」（ティル・ウィ・ミート・アゲイン）
作詞：キツネDJ　作曲・編曲：Sxun(元：Fear, and Loathing in Las Vegas)
4. 「ファンファーレ☆」 
作詞：猪狩ともか　作曲：永田雅規　編曲：GAKU
  - メンバー作詞曲の一つ。加入当初から仮面女子の曲を作詞したいという夢があった猪狩が自身の入院中に病院のベッドで作詞を開始。「生きていたら何だってできるじゃないか!」「ここからまた新しい人生を始めよう!」という思いを込めているという[7]。
5. 「POPPING☆SUMMER」（ポッピング・サマー）
作詞：chloe(DOG MONSTER)　作曲：永田雅規　編曲：佐々木久夫
6. 「LOVE☆WAVE」（ラヴ・ウェイヴ）
作詞：Hami　作曲：永田雅規　編曲：GAKU
  - スチームガールズ曲。
  - 2019年11月7日初披露の「COLOR☆DAY」[8]以来となる新曲。
7. 「スーパー☆ストレート」
作詞：スズキユイ　作曲：永田雅規　編曲：佐々木久夫
  - アリス十番曲。
  - 2019年7月9日初披露[9]。
8. 「LOCK☆UP」（ロック・アップ）
作詞： THE LOCK UP　作曲：永田雅規　編曲：JUNKI GAKU
  - 監獄レストラン「THE LOCK UP」とのタイアップ曲。
9. 「SAKURA」（サクラ）
作詞：Hami　作曲：楠橋伸哉　編曲：佐々木久夫
  - イースターガールズ曲。
  - 2019年11月24日初披露の「ペパロニ☆ウエスタン」[10]以来となる新曲。
10. 「PROUD☆KNIGHT」（プラウド・ナイト）
作詞：月野もあ　作曲：永田雅規　編曲：佐々木久夫
  - アーマーガールズ曲。
  - メンバー作詞曲の一つ。2019年11月7日初披露の「パレヱドロンド」[11]以来となる新曲。
11. 「STORY☆」（ストーリー）
作詞：Hami　作曲：永田雅規　編曲：JUNKI GAKU
  - 振り付けはOGとなる川村虹花が担当。
12. Bonus Track 1「煌☆kirameki」（きらめき）
作詞：Hami　作曲：永田雅規　編曲：佐々木久夫
  - 仮面女子候補生曲
13. Bonus Track 2 「星の降る夜」（ほしのふるよる）
作詞：Syuji　Rap詞：木下友里　作曲：永田雅規　編曲：佐々木久夫
  - kiraboshi曲。
  - 2021年2月20日から公開されていたイオンエンターテイメントの映画『今は、進め。』制作のために結成された森下舞桜・涼邑芹・木下友里からなる3人組ユニット[12]。2020年11月27日に劇場で初お披露目となった[13]。

### VILLAGE VANGUARD盤
1. 「VILLAGE☆VANGUARD☆BABY」（ヴィレッジ・ヴァンガード・ベイビー）
作詞・作曲：永田雅規　編曲：佐々木久夫
  - VILLAGE VANGUARD盤のみの収録曲
2. Bonus Track 1「煌☆kirameki」
作詞：Hami　作曲：永田雅規　編曲：佐々木久夫
  - 仮面女子候補生曲
3. Bonus Track 2 「星の降る夜」
作詞：Syuji　Rap詞：木下友里　作曲：永田雅規　編曲：佐々木久夫
  - kiraboshi曲。